# Francisco Calvo Quesada
Francisco Javier Calvo Quesada (Guadalupe, San José, Costa Rica, 8 de julio de 1992) es un futbolista costarricense que juega como defensa central en el Al-Ettifaq Club de la Liga Profesional Saudí.
Debutó en la máxima categoría de Costa Rica con el Club Sport Herediano en 2011, tras su actuación en la Copa América de ese año, competición donde se dio a conocer, debido a que integró las filas de las ligas menores del Deportivo Saprissa en 2005, y posteriormente, emigró a los Estados Unidos para incorporarse al San Jacinto College en 2010. A lo largo de su carrera deportiva, ha logrado tres subcampeonatos con el Herediano: en los Inviernos 2011, 2013 y 2014; y alcanzó el campeonato en el Verano 2012. Además, consiguió ser subcampeón de la temporada 2012-13 con el F. C. Nordsjælland, de la Superliga de Dinamarca. Posteriormente, salió campeón de los Inviernos 2015 y 2016 con el Deportivo Saprissa.
Se convirtió en internacional absoluto con su selección el 2 de julio de 2011, en el primer partido de la fase de grupos de la Copa América contra Colombia. Por varios años, no fue convocado, sin embargo, regresó a la nómina en marzo de 2015.
Fue candidato, junto con varios futbolistas, para el reconocimiento como Mejor Jugador de la temporada 2014-15, en los Premios FPD de la UNAFUT, pero no recibió el galardón, ya que el ganador fue Elías Aguilar.

## Trayectoria

### Inicios

#### 2005-2011
Inició su carrera deportiva en las ligas menores del Deportivo Saprissa a partir del año 2005 y se mantuvo en el equipo tibaseño por cinco años. Poco tiempo después, los entrenadores estadounidenses vieron las cualidades que poseía Francisco, y 5 universidades distintas se ofrecieron en otorgar una beca deportiva al jugador, entre ellas se encuentra la Universidad de Carolina del Norte en Chapel Hill, la cual es la más estricta. Finalmente, Calvo emigró hacia Estados Unidos y decidió ir a la UNC en agosto de 2010, pero el faltante de requisitos no le permitió ingresar a la institución; y en su lugar realizó sus estudios universitarios en el San Jacinto College, ubicado en Texas, donde al mismo tiempo continuó vinculado al equipo de fútbol de dicha casa de estudios. Permaneció solamente una temporada en tierras estadounidenses debido a una prueba en la selección sub-20, la cual se preparaba de cara a la Copa Mundial de Colombia 2011. Se dio a conocer en el balompié costarricense en la Copa América 2011, en un partido contra la selección colombiana, realizado el 2 de julio, en la derrota 1-0 de la escuadra Tricolor, siendo dirigidos por el director técnico argentino Ricardo La Volpe.

### C. S. Herediano

#### Temporada 2011-2012
Debutó oficialmente en su primer equipo de Primera División, el cual fue el Herediano, bajo la confianza del entrenador Jafet Soto, el 17 de septiembre de 2011 en un encuentro ante San Carlos, partido que ganarían los florenses 5-0. Su primera anotación del Torneo de Invierno se logró el 23 de octubre ante Belén. En el campeonato logró participar durante 11 juegos, y su equipo clasificó de 1° lugar en la tabla. No estuvo en la semifinal de ida contra Cartaginés debido a una suspensión por acumulación de tarjetas amarillas, partido en el cual su club ganó 1-2, de visitante en el Estadio Fello Meza. Para el encuentro de vuelta participó los 90 minutos y logró el pase a la final. El 11 de diciembre de ese año, se dio la final de ida contra Alajuelense, y acabó empatado a un gol. Por último, el juego de vuelta se llevó a cabo el 18 de ese mes, el cual se decidió por la vía de los penales, y su equipo perdió en su propio estadio, logrando el subcampeonato de la competición. 
En enero, realizó varias pruebas con el Brest de Francia, pero la negociación no se concretó, por lo que siguió en el conjunto rojiamarillo.
Para el Verano 2012, Calvo jugó 7 partidos y en 5 quedó en el banquillo de suplentes. El Herediano clasificó de 4.º lugar a las semifinales del torneo y se enfrentó al Pérez Zeledón, en la ida finalizó 1-1 y en la vuelta 0-2, llegando a su segunda final consecutiva. El partido de ida de la final se enfrentó al Santos, con marcador de 4-2, a favor del Team. Para el encuentro de vuelta disputado el 19 de mayo, el resultado definitivo terminó 1-2 con victoria, y 6-3 en el global, ganando su primer título de campeón.

### Pérez Zeledón

#### Temporada 2012-2013
Calvo fue contratado por el Pérez Zeledón para disputar los siguientes torneos. Debutó oficialmente con los generaleños el 25 de julio de 2012, en la primera jornada del Invierno, contra el Deportivo Saprissa, partido que acabó 3-1, con derrota. Anotó por primera vez el 2 de septiembre, en el juego contra San Carlos, y ganando 2-1. Estadísticamente, Francisco participó en 21 partidos, de los cuales marcó 5 goles y contribuyó con una asistencia.
En el Verano 2013, no fue convocado por el entrenador para disputar la primera fecha de la competición realizada el 13 de enero, y su equipo perdió 3-2 contra el Puntarenas F.C. Después de esto, se desvinculó del club y fue contratado por el F. C. Nordsjælland de la Primera División de Dinamarca.

### F. C. Nordsjælland

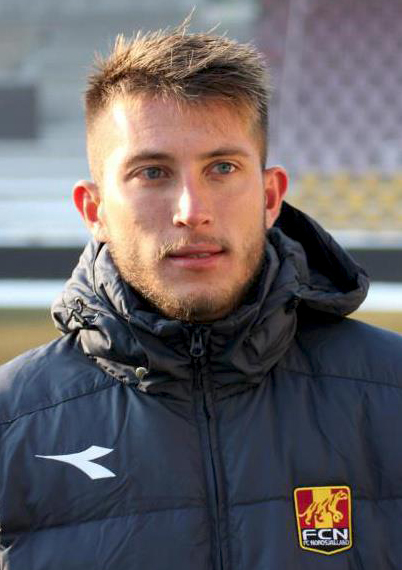
Francisco en su presentación con el FC Nordsjælland en 2013.

Francisco jugó en su primer equipo europeo el 4 de abril de 2013, en el partido contra el AaB Fodbold, con victoria 0-1 y participando 11 minutos. En la temporada 2012/13, Calvo jugó 3 partidos (62 minutos en total) y en 4 quedó en la suplencia. El Nordsjælland logró el subcampeonato de la liga.

### C. S. Herediano

#### Temporada 2013-2014
El jugador volvió al Herediano tras su paso por Dinamarca, para disputar el Invierno 2013 con los florenses. Su primer partido se dio en la jornada 4 frente al Santos, el cual ingresó como variante por Yendrick Ruiz al minuto 90' y el marcador final fue 3-2, con victoria. Calvo jugó la Concacaf Liga de Campeones, en su debut ante el Valencia F. C. de Haití con el resultado 4-2 a favor de los heredianos. En dos partidos quedó en el banquillo, ambos contra el Cruz Azul, y con derrotas 3-0 y 1-2, en los juegos de ida y vuelta, respectivamente, quedando eliminados del torneo regional. En la fase regular del campeonato local, estuvo en 7 partidos, y en 7 esperó una oportunidad desde la suplencia. Su equipo llegó a las semifinales, pero no actuó tanto en estas instancias, como en las finales. Llegaron a las finales tras vencer 0-2 y 3-0 al Cartaginés en la etapa anterior. En ambas finales (de ida y vuelta) se enfrentaron a Alajuelense, y acabaron con empate 0-0. El campeón se decidió mediante los penales, el cual terminó siendo los manudos con marcador 3-5, y Francisco logró nuevamente otro subcampeonato.
El Campeonato de Verano 2014 significó más regularidad para Calvo, al participar por 21 partidos y logró 4 anotaciones (una contra Uruguay, dos contra la Universidad de Costa Rica y una más contra el Santos). Su equipo llegó de 3° lugar y enfrentó nuevamente el Clásico Provincial contra Alajuelense. Los partidos de ida y vuelta acabaron con marcadores 1-1 y 3-1, por lo que quedaron eliminados del torneo.

#### Temporada 2014-2015
A mediados del año se jugó la Copa Popular, y su equipo disputó la fase de grupos, contra San Carlos, Belén y Uruguay de Coronado, donde se obtuvo la victoria en los tres partidos y clasificando a la siguiente ronda de la copa. En las semifinales, el Team se enfrentó al Saprissa, los juegos de ida y vuelta acabaron empatados a un gol. El ganador se definió en la tanda de penales, la cual ganó Saprissa.
En el Invierno, Calvó consiguió la titularidad por 16 partidos, 4 en el banquillo, y anotó en 3 oportunidades. Además, el equipo jugó la Concacaf Liga de Campeones, ubicados en el grupo 7, compartiendo con el Isidro Metapán de El Salvador y el Club León de México. Calvo logró participar los 4 partidos y le anotó un gol a la fiera en el Estadio "Nou Camp". Los florenses consiguieron el pase a la siguiente ronda. En el campeonato local, su club llegó de 2° lugar en la tabla y se enfrentó a Cartaginés en semifinales, avanzando a la final con el marcador global 2-3. La final se disputó contra Saprissa, y salieron derrotados en la ida 4-2, luego en la vuelta terminó 1-1, lo que fue insuficiente para llegar al título, y Francisco volvió a ganar nuevamente un subcampeonato con los heredianos.

### Santos de Guápiles
El 26 de diciembre de 2014, el Deportivo Saprissa entabló conversaciones con Francisco Calvo para su contratación de cara al Campeonato de Verano 2015. El 6 de enero, firmó un precontrato con el equipo tibaseño a seis meses de finalizar su ligamen con el Herediano, dicha acción es permitida y estipulada por la FIFA. Tras este hecho, fue tema de mucha polémica, ya que se rumoreaba que Calvo había firmado con Saprissa antes de la final del Invierno, y por consiguiente, antes de que restaran seis meses de contrato con el Team, lo cual violaría el reglamento de la FIFA. Los rumores resultaron inciertos; pero la dirigencia herediana calificó a Calvo como «infiel al equipo», además que el Saprissa es un acérrimo rival del Herediano. Se habló de que sería excluido del primer equipo y no recibiría minutos de juego durante el tiempo restante de su contrato. La decisión que se tomó con el futuro de Francisco fue cederlo a préstamo seis meses con el Santos, y a mediados del año, sería presentado oficialmente como jugador del Saprissa.

"Soy un jugador profesional y estoy con la conciencia tranquila, se han dicho cosas que no son ciertas. Sé que Jafet Soto se siente defraudado por mi persona, pero fue una decisión que tomé, cuando él y yo llegamos a un acuerdo para firmar con Herediano, no me llenaron las expectativas de lo que yo quería, y esto es oferta laboral, fue algo que me sirvió más"
—Francisco Calvo. 7 de enero de 2015. San José.

El primer partido del campeonato disputado el 18 de enero, se enfrentó a L.D. Alajuelense, y debutó con anotación, pero salieron derrotados 1-2 en su propio estadio. Participó en 19 encuentros, los 90 minutos de cada partido, siendo una pieza inamovible del estratega uruguayo César Eduardo Méndez. Anotó 5 goles y el club santista llegó de 2° lugar en la tabla. En el partido de ida de semifinales, se jugó en el Estadio Rosabal Cordero contra Herediano, y la afición local insultó y arrojó billetes de mil colones con la cara de Francisco, en forma de protesta; el resultado acabó 2-1 a favor de los florenses. Para el partido de vuelta, finalizó empatado 1-1, lo que significó la eliminación de los guapileños y el fin de la cesión para Calvo.
Al finalizar el encuentro, Calvo se sintió molesto por la eliminación del equipo y arremetió verbalmente al Herediano.

"Herediano no será campeón, eso se lo aseguro; es un equipo muy desordenado. Nosotros fuimos mejores en la serie, aunque es claro que ellos nos superaron porque nos ganaron y están en la final. No lo digo por lo que pasó (tras su salida del Herediano). Podrán decir lo que quieran, pero Herediano es muy desordenado; no fue nuestro mejor partido y ellos lo aprovecharon"
—Francisco Calvo. 14 de mayo de 2015. Limón.

Posteriormente, ofreció disculpas mediante su cuenta de Facebook.

"En el Team tuve grandes amigos y compañeros que me apoyaron mucho cuando sucedió todo lo del año anterior, ellos me respaldaron en el camerino y ante todos los directivos como una familia, eso se los agradeceré eternamente. Soy una persona agradecida y al Herediano le agradezco la oportunidad que me dio en el fútbol nacional, además de las muchas alegrías que ahí alcancé. Les deseo muchos éxitos en la final y les pido de corazón a mis excompañeros que me disculpen. De todo lo que ha pasado he salido fortalecido como jugador pero mayor a eso como persona, el fútbol es una escuela de vida y a mí me ha dado varias lecciones. Una disculpa sincera de mi parte a afición, directivos y principalmente jugadores del Herediano"
—Francisco Calvo. 14 de mayo de 2015. San José.

### Deportivo Saprissa

#### Temporada 2015-2016
El jugador firmó por dos años con el Deportivo Saprissa como nuevo refuerzo para la siguiente temporada. Fue presentado oficialmente el 26 de mayo en conferencia de prensa, donde utilizará la camiseta número «5», y espera suplir la banda izquierda y desempeñarse también como defensor central.

"Es un paso muy importante en mi carrera. Regreso al lugar donde hice las ligas menores y me formaron, entonces, estoy agradecido con Dios y con la oportunidad que me ha dado la dirigencia del Saprissa"
—Francisco Calvo. 26 de mayo de 2015. San José.

Debutó oficialmente como futbolista tibaseño el 26 de julio, en la cuarta edición del Superclásico, partido de pretemporada, el cual su equipo enfrentó a Liga Deportiva Alajuelense en el Estadio Nacional; Calvo ingresó en el segundo tiempo pero fue expulsado en el minuto 70', debido a la acumulación por tarjetas amarillas. Al final, el resultado acabó 3-1 con derrota.
El 2 de agosto, comenzó el Torneo de Invierno 2015, y el futbolista participó como titular en el Estadio Rosabal Cordero, en la victoria 0-2 ante Belén, con goles de sus compañeros Deyver Vega y Ariel Rodríguez. Calvo, participó por primera vez en la Concacaf Liga de Campeones con su nuevo equipo, y actuó de titular los 90 minutos frente a W Connection de Trinidad y Tobago; partido que finalizó con victoria 4-0. Cinco días después, disputó su segundo juego en la competición internacional, contra el Santos Laguna, de México. En el minuto 77', Calvo dio una asistencia a su compañero David Guzmán, para que éste provocara el gol en propia meta del futbolista rival Néstor Araujo. El resultado definitivo terminó 2-1, y de esta manera se obtuvo la segunda victoria consecutiva para el conjunto morado. No obstante, el 16 de septiembre, los tibaseños perdieron contra el equipo trinitario con marcador de 2-1, lo que repercutió, al día siguiente, en la rescisión de los contratos de Jeaustin Campos y José Giacone del banquillo. Además, este resultado compromete, sustancialmente, la clasificación de Saprissa a los cuartos de final del campeonato del área. Dos días después, se confirmó a Douglas Sequeira como director técnico interino. Francisco marcó su primer gol en la temporada el 20 de septiembre, mediante un cabezazo dentro del área rival; partido en el cual su equipo enfrentó a Limón y ganando 3-0. Finalmente, el Deportivo Saprissa no logró avanzar a la siguiente ronda del torneo de la Concacaf, debido a una derrota 6-1 frente al Santos Laguna. El 9 de diciembre, su club aseguró la clasificación a la siguiente ronda del torneo tras derrotar 5-0 a Liberia, llegando de tercer lugar en la tabla de posiciones. El partido de ida de las semifinales se dio en el Estadio Ricardo Saprissa contra el Herediano, efectuado el 13 de diciembre. Calvo participó los 90 minutos en la victoria de su equipo 3-0. A pesar de la derrota 2-0 en el juego de vuelta, su club avanzó con marcador de 2-3. El encuentro de ida de la final se desarrolló el 20 de diciembre y jugando de local contra Liga Deportiva Alajuelense; el resultado terminó 2-0 a favor de Saprissa y Calvo marcó ambos goles en los minutos 57' y 67'. El último partido se realizó tres días después en el Estadio Morera Soto, Francisco participó los 90 minutos en el triunfo 1-2, con anotaciones de sus compañeros Andrés Imperiale y Daniel Colindres. De esta manera, su equipo selló el campeonato y ganando de forma exitosa la estrella «32» en su historia; además, este fue el primer título del futbolista en su torneo de debut con los tibaseños y el segundo en su carrera profesional.
La jornada 1 del Torneo de Verano 2016 se efectuó el 17 de enero contra el conjunto de Belén, en el Estadio Ricardo Saprissa, con la responsabilidad de defender el título de campeón. Aunque su equipo empezó perdiendo desde el primer minuto del juego, logró remontar y ganar con marcador de 2-1, con goles de sus compañeros Daniel Colindres y David Ramírez; Calvo participó los 90 minutos. El 27 de enero, en el juego de su club frente a Carmelita, Francisco asistió de manera perfecta mediante un centro de 38.6 metros a Ramírez para la segunda anotación del partido, el cual finalizó con cifras de goleada 4-0. Al día siguiente sufrió una lesión en la rodilla izquierda durante uno de los entrenamientos con la selección costarricense, por lo que fue operado de manera exitosa el 29 de enero en el Hospital La Católica; según el doctor del equipo saprissista, el menisco externo de la extremidad estaría en recuperación y el defensor volvería a jugar en un periodo de tres a cuatro semanas. Regresó a la competición el 28 de febrero, en el partido ante Liberia, y fue titular los 90 minutos para el triunfo 2-1. El 9 de marzo se confirmó oficialmente la renovación de su contrato hasta 2020. El 2 de abril marcó su primer gol del torneo, frente al Uruguay de Coronado en el Estadio El Labrador; el defensor recibió un centro de Diego Calvo desde la banda derecha, para encarrilarse por la izquierda y definir de buena forma ante el portero rival. El marcador terminó con victoria de 0-1. En la jornada de reposición del 6 de abril contra Pérez Zeledón, Calvo volvió a anotar, siendo esta vez desde el punto de penal al minuto 36', para colocar el empate momentáneo. Sin embargo fue insuficiente, ya que su equipo perdió 2-1. El 22 de abril, el Tribunal Disciplinario de la UNAFUT, abrió una investigación en contra del lateral, por una agresión hacia el jugador Steven Williams de Limón, por lo que siete días después fue sancionado con dos partidos y una multa de ¢75.000. Como consecuencia, Francisco no estuvo presente en las semifinales ante Liga Deportiva Alajuelense. Al término de la etapa regular de la competencia, su club alcanzó la segunda posición de la tabla, por lo que clasificó a la ronda eliminatoria. El futbolista apareció en 14 juegos, de los cuales marcó dos goles y dio dos asistencias. Por otro lado, el 30 de abril se efectuó la semifinal de ida en el Estadio Morera Soto ante Alajuelense; el marcador terminó en pérdida de 2-0. El 4 de mayo, su equipo llegó a la vuelta con la responsabilidad de revertir lo ocurrido. No obstante, el resultado finalizó de nuevo en derrota, siendo esta vez con cifras de 1-3, sumado a esto que el global fue de 1-5. Con lo obtenido en la serie, su club perdió la posibilidad de revalidar el título tras quedar eliminados.

#### Temporada 2016-2017

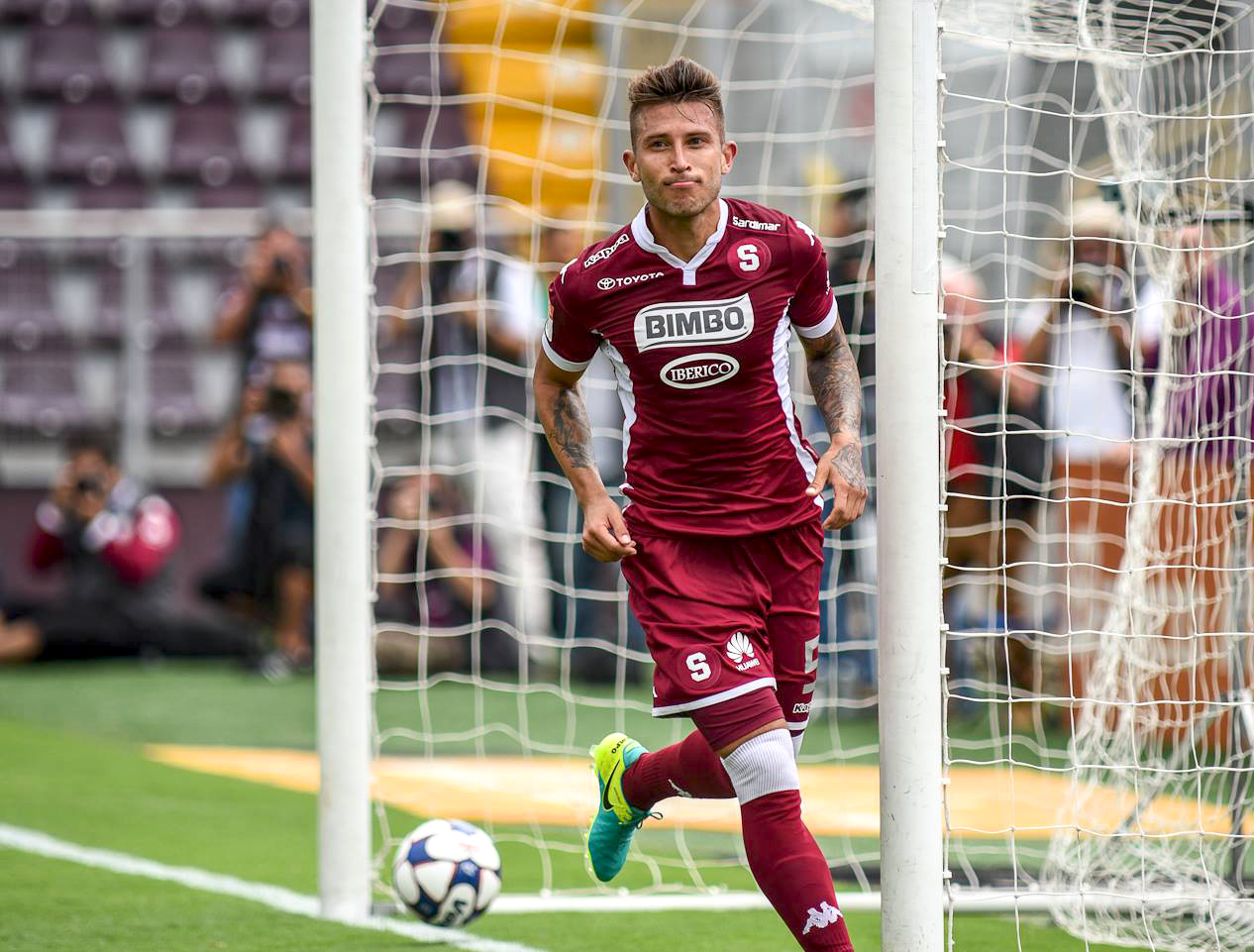
Calvo celebrando un gol ante Carmelita el 24 de julio de 2016.

En la primera fecha del Campeonato de Invierno 2016, su equipo hizo frente al recién ascendido San Carlos, el 16 de julio en el Estadio Nacional. Sus compañeros Ulises Segura, David Guzmán y Rolando Blackburn anotaron, pero el empate de 3-3 prevaleció hasta el final del juego. Francisco fue titular los 90 minutos. El 24 de julio, el defensor marcó su primer gol de la temporada, en la tercera jornada contra Carmelita en el Estadio Ricardo Saprissa. Calvo aprovechó un centro y realizó un cabezazo al minuto 66' para concretar el tercer tanto del encuentro, el cual terminó con goleada de 4-0. El 31 de julio estuvo de nuevo presente con el gol, tras concretar uno en la visita a Limón. El lateral eludió la línea de fuera de juego de los defensas limonenses, y tomó ventaja del desacierto del guardameta Jairo Monge, para empalmar un cabezazo al minuto 44'. El marcador concluyó en victoria de 0-3. El 10 de agosto, en el encuentro ante el Santos, Francisco recibió una asistencia del panameño Rolando Blackburn para lograr el tanto del triunfo de 0-1. El 18 de agosto se inauguró la Concacaf Liga de Campeones donde su equipo, en condición de local, tuvo como adversario al Dragón de El Salvador. El defensor fue titular, hizo el segundo tanto del partido al minuto 9' y el resultado culminó con marcador abultado de 6-0 a favor de los morados. El 25 de agosto se desarrolló la segunda fecha de la competencia continental, de nuevo contra los salvadoreños, pero de visitante en el Estadio Cuscatlán. Tras los desaciertos de sus compañeros en acciones claras de gol, el resultado de 0-0 se vio reflejado al término de los 90 minutos. Tres días después logró otro gol en el torneo nacional, ante su exequipo Pérez Zeledón; las cifras finales fueron de 4-0. El 11 de septiembre, en la visita al Estadio Edgardo Baltodano por la jornada 11 frente a Liberia, el defensa recibió una asistencia de Mariano Torres desde un tiro de esquina para alcanzar un nuevo tanto de cabeza al minuto 46'. El encuentro concluyó en victoria de 1-4. La tercera jornada del torneo del área se llevó a cabo el 14 de septiembre, en el Estadio Ricardo Saprissa contra el Portland Timbers de Estados Unidos. A pesar de que su club inició perdiendo desde el minuto 4', logró sobreponerse a la situación tras desplegar un sistema ofensivo. Los goles de sus compañeros Fabrizio Ronchetti y el doblete de Marvin Angulo, sumado a la anotación en propia del futbolista rival Jermaine Taylor, fueron suficientes para el triunfo de 4-2. El 15 de octubre salió expulsado en el compromiso ante el Herediano por la fecha 17, en el Estadio Rosabal Cordero. El marcador fue de pérdida 2-1. El 19 de octubre se tramitó el último encuentro de la fase de grupos, por segunda vez ante los estadounidenses, en el Providence Park de Portland, Oregón. El jugador recibió tarjeta amarilla al minuto 58', y el desenlace del compromiso finiquitó igualado a un tanto, dándole la clasificación a los morados a la etapa eliminatoria de la competencia. El 2 de noviembre, en el áspero partido contra Belén en el Estadio Ricardo Saprissa, su conjunto se vio en desventaja por la anotación del rival al inicio del segundo tiempo, por lo que efectuó un procedimiento de empuje para dar vuelta el resultado. El rendimiento evidenciado por su compañero Rolando Blackburn con el club le permitió registrar un tanto al minuto 76', para el empate momentáneo. Antes de finalizar el juego, Calvo, quien regresó después de su castigo, consiguió el gol desde el punto de penal para la ganancia de 2-1. En el vigésimo segundo partido de la primera fase de la liga nacional, su conjunto enfrentó a Liberia en el Estadio Ricardo Saprissa. Francisco no fue convocado por deberes con su selección y el marcador de 3-1 aseguró el liderato para su grupo con 49 puntos, además de un cupo para la cuadrangular final. El 4 de diciembre fue la tercera presentación para los saprissistas en la última etapa del campeonato, teniendo a Herediano como el contrincante en condición de visita. El lateral emprendió en la titularidad, y se hizo con una anotación al minuto 84' en la derrota de 2-1. La polémica entre Calvo y el directivo florense Jafet Soto se hizo presente una vez acabado el compromiso, debido a que el futbolista le reclamó por influir hacia el recogebalones, para que interfiera dentro del terreno de juego en momentos apremiantes del encuentro y, Soto en su defensa, le recordó a Francisco el pasado que tuvo como herediano y la forma en que salió del equipo. La situación terminó en un confrontamiento verbal y no pasó a más. Al día siguiente fue incluido en el Once Ideal de América del diario As, como el defensa central, compartiendo la zona con el colombiano Leyvin Balanta y el hondureño Marcelo Pereira. El 11 de diciembre concretó un gol al minuto 53', en el triunfo de 2-0 sobre el Santos de Guápiles. Cuatro días después su equipo venció 2-0 al Herediano, para obtener el primer lugar de la tabla y así proclamarse campeón automáticamente. Con esto, los morados alcanzaron la estrella número «33» en su historia y Calvo logró el tercer título de liga en su carrera. Estadísticamente, contabilizó 24 apariciones y anotó 8 tantos para un total de 2217 minutos disputados.

### Minnesota United

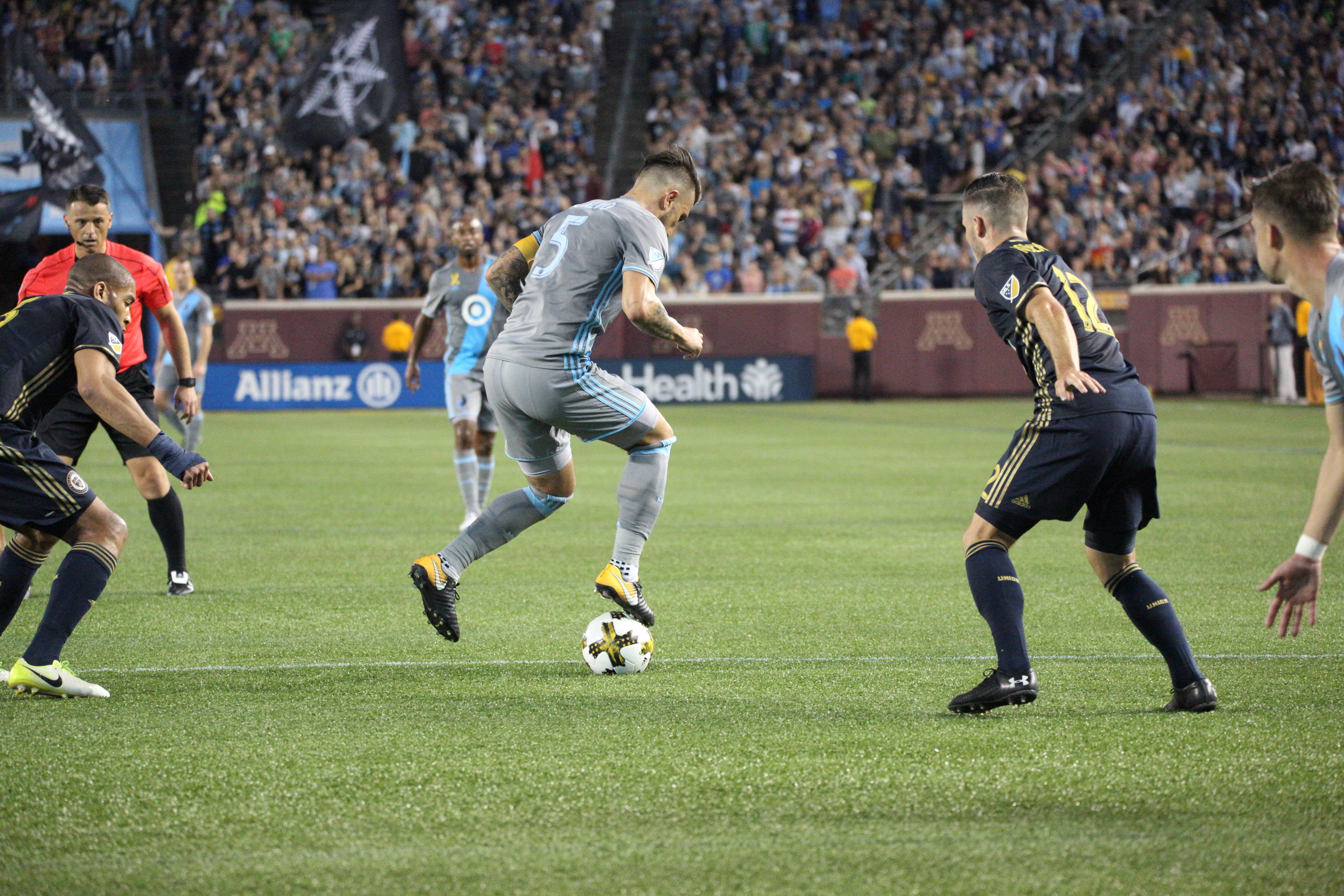
Francisco en su labor de capitán para el Minnesota United.

El 22 de diciembre de 2016, el equipo saprissista informó por un comunicado de prensa la salida de Calvo, quien luego de pasar las pruebas, firmó con el Minnesota United de la Major League Soccer.
Debutó oficialmente el 3 de marzo de 2017, por la primera fecha de la temporada de liga, enfrentando al Portland Timbers en el Providence Park. Calvo completó la totalidad de los minutos en la derrota con cifras de goleada 5-1. A partir del 1 de abril, el defensor adquirió el rol de protagonismo al ser nombrado como el capitán. El 24 de junio marcó su primer gol sobre el Vancouver Whitecaps, al minuto 50', para poner el descuento en el marcador por 1-2. Su compañero Jérôme Thiesson hizo el tanto para rescatar el empate 2-2. En la última fecha de la fase regular, dada el 22 de octubre en condición de visita en el Avaya Stadium, Francisco volvió a anotar siendo esta vez contra el San Jose Earthquakes, pero insuficiente en la pérdida de 3-2. El jugador terminó la liga con veintisiete apariciones, mientras que su club quedó lejos de la zona de clasificación tras obtener el noveno lugar de la Conferencia Oeste.
Para la temporada 2018 de la Major League Soccer, Calvo asumió el rol de capitán del equipo y tuvo un total de 26 apariciones donde convirtió dos goles, precisamente un doblete el 28 de octubre sobre el Columbus Crew.

### Chicago Fire
El 3 de mayo de 2019, Calvo decidió cambiar de equipo para fichar con el Chicago Fire.

### San Jose Earthquakes
El 26 de enero de 2022 fichó por el San Jose Earthquakes. El 27 de febrero debutó contra el New York Red Bulls, completando la totalidad de minutos por la derrota 1-2. El 5 de marzo, Francisco marcó doblete ante el Columbus Crew por el empate 3-3.

### Konyaspor
El 7 de julio de 2022 fue fichado por el Konyaspor por un contrato hasta el 2024. El 21 de julio debutó en la clasificación por la Liga Europa Conferencia de la UEFA contra el BATE Borísov, Calvo disputó la totalidad de minutos por la victoria 0-3. El 8 de agosto debutó en la máxima categoría turca contra el Ankaragücü en el que disputó la totalidad de minutos en el empate 0-0, convirtiéndose en el quinto futbolista costarricense en jugar en la competición turca. Tres días después, en clasificación por Liga Europa Conferencia de la UEFA, el conjunto de Francisco fue eliminado por el FC Vaduz de la competición en la tercera ronda, por el marcador global 3-5.

### F. C. Juárez
El 16 de enero de 2024, se anunció su fichaje al F. C. Juárez por un contrato hasta 2026. El 24 de enero, debutó contra el Club América disputando la totalidad de minutos por la derrota 0-2. El 31 de marzo realizó su primera anotación contra el Club Santos Laguna, sucedido al minuto 88, el encuentro finalizó por la victoria 2-1.

### Hatayspor
El 10 de septiembre de 2024, se oficializó su fichaje al Hatayspor con un contrato de dos años. El 15 de septiembre, debutó contra el Alanyaspor, Calvo fue titular disputando la totalidad de minutos en el empate de 0-0.

### Al-Ettifaq Club
El 5 de agosto de 2025, se oficializó su fichaje al Al-Ettifaq Club con un contrato de un año con opción a un año más.

## Selección nacional

### Categorías inferiores
Su primer partido con la Selección de Costa Rica de categoría inferior fue el 15 de julio de 2011, en un amistoso contra Egipto, partido que quedó finalizado con derrota 0-1, y Calvo jugó 7 minutos en aquella ocasión.

#### Copa Mundial Sub-20 de 2011
El entrenador de la selección Ronald González hizo el llamado oficial de los futbolistas que conformarían el grupo para el Mundial de Colombia 2011, y Francisco fue tomado en consideración. El primer partido disputado el 31 de julio, el jugador quedó en el banquillo en la derrota 1-4 contra la selección española. El 3 de agosto, participó los 90 minutos, a pesar de anotar un gol en propia meta al minuto 64', su selección ganó 2-3 contra Australia. El 6 de agosto, la Sele obtuvo una nueva derrota ante Ecuador y Calvo jugó todo el partido. Según los resultados obtenidos en la primera ronda, la selección logró avanzar a los octavos de final, donde enfrentó al anfitrión Colombia el 9 de agosto, encuentro que acabó 3-2, siendo eliminados del mundial y Francisco apenas jugó 3 minutos.

#### Participaciones internacionales
| Competición                 | Sede     | Resultado        | Partidos | Goles |
| --------------------------- | -------- | ---------------- | -------- | ----- |
| Copa Mundial Sub-20 de 2011 | Colombia | Octavos de final | 3        | 0     |

### Selección absoluta
Su primer encuentro representando a Costa Rica se dio el 29 de mayo de 2011, contra la Selección de Nigeria, en el Estadio Nacional, con victoria 1-0 de los costarricenses, y Calvo participó 31 minutos. Sin embargo, este partido no fue avalado ni tomado en cuenta por la FIFA como encuentro internacional clase A, debido a que ambas selecciones fueron representadas por jugadores sub-23.
En junio de 2011, fue llamado para competir en la Copa de Oro, pero quedó en la lista de reserva. Su selección perdió en los cuartos de final ante Honduras.
Francisco Calvo fue convocado por el entrenador argentino Ricardo La Volpe para jugar la Copa América de 2011. Hizo su debut el 2 de julio de ese año, en el partido entre la selección costarricense contra la colombiana, el cual la escuadra Tricolor salió derrotada 1-0. Su segundo juego se disputó ante Bolivia el 7 de julio, donde se obtuvo la victoria 0-2, con anotaciones de sus compañeros Josué Martínez y Joel Campbell. Francisco tuvo la titularidad en ambos partidos durante los 90 minutos, no obstante, en el último encuentro de la fase de grupos se enfrentó a Argentina, y solo jugó 45 minutos en la derrota 3-0, lo que significó la eliminación del torneo para los Ticos.
Luego, el 11 de agosto del mismo año, la selección jugó contra Ecuador en el Estadio Nacional, en la derrota 0-2, y significó la salida del director técnico La Volpe.
El 7 de enero de 2013, Jorge Luis Pinto, entrenador de la selección, hizo en conferencia de prensa la lista de jugadores que participarían en la Copa Centroamericana, en la cual se incluyó a Calvo. Días después, fue baja en la Sele debido a que su club, el Nordsjælland de Dinamarca, no lo autorizó para jugar la copa.
En marzo de 2015, el estratega de la Selección Nacional Paulo César Wanchope, realizó la convocatoria oficial de 24 futbolistas que disputarían los amistosos ante Paraguay y Panamá, y en esa lista se destacó el regreso de Calvo. El 26 de marzo, no fue tomado en cuenta por el entrenador, en el empate 0-0 contra la selección paraguaya, pero sí tuvo participación 4 días después, en el Estadio Rommel Fernández, en la derrota 2-1 de la selección. Francisco jugó 46 minutos en ese partido.
El 1° de junio de ese mismo año, Wanchope dio a conocer la lista de jugadores que enfrentarán los partidos amistosos contra Colombia y España, el 6 y el 11 de junio, respectivamente. Además, esta nómina es la que representará a la Selección de cara a la Copa de Oro de la Concacaf, que se jugará en julio. El primer partido contra la selección colombiana realizado en el Estadio Diego Maradona en Argentina, Calvo ingresó como variante por Júnior Díaz en el minuto 78', en la derrota de su selección 1-0. Luego, se jugó contra los españoles, pero Francisco quedó en el banquillo, y sumando una nueva pérdida con marcador de 2-1. El 27 de junio, la Sele se enfrentó a México en el último encuentro amistoso previo a la Copa de Oro, y Calvo entró como variante al minuto 79'. Partido que finalizó con empate 2-2.

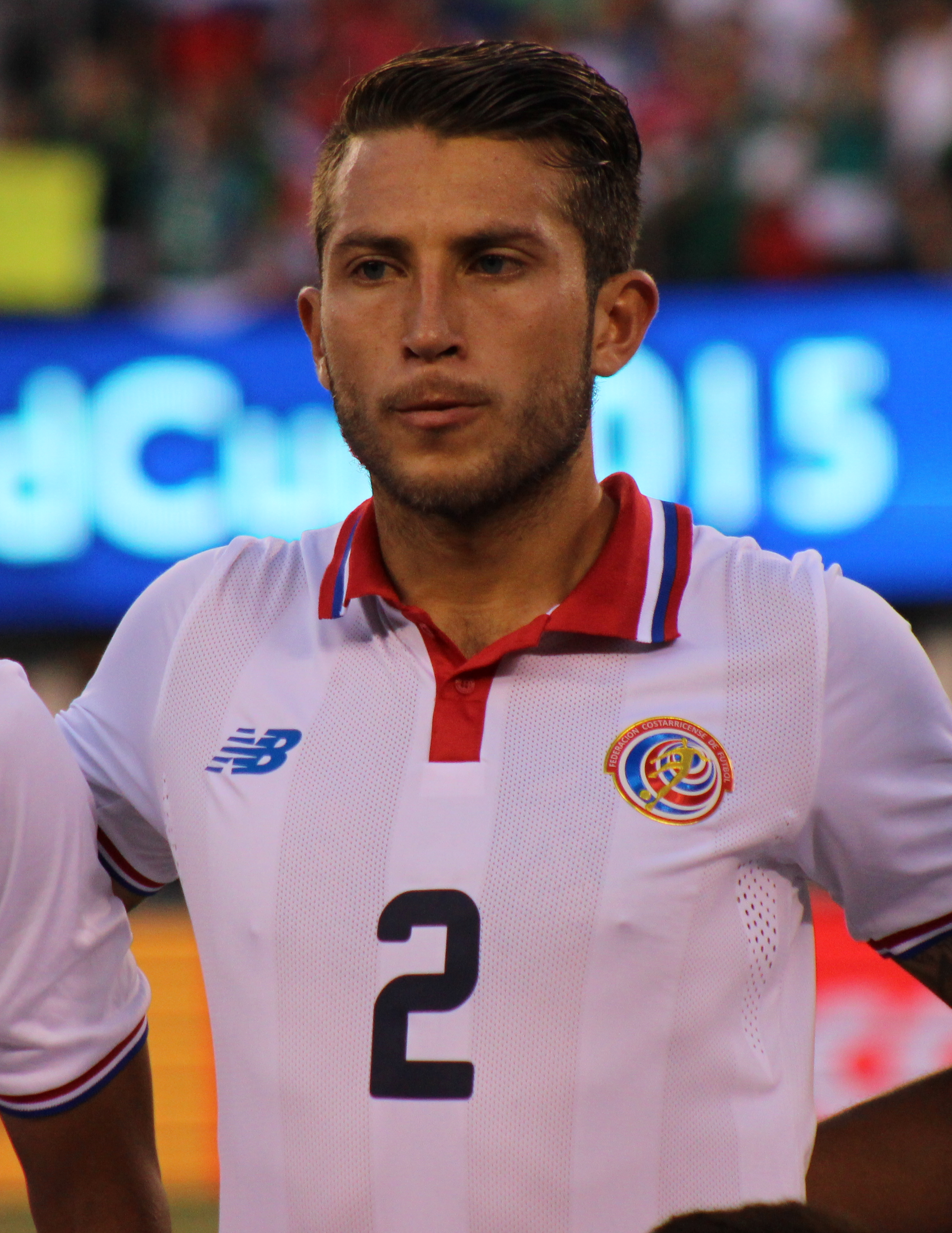
Calvo en el partido de los cuartos de final de la Copa de Oro 2015 contra México.

El 8 de julio de 2015, dio inicio la competición regional, y el jugador quedó en la suplencia en el empate 2-2 entre su selección frente a Jamaica. El 11 de julio, debutó en la copa en el BBVA Compass Stadium contra El Salvador, y el futbolista participó los 90 minutos en el empate 1-1, lo que generó muchas dudas hacia el cuerpo técnico y jugadores. El 14 de julio, se definió el partido por la clasificación de los costarricenses ante Canadá en el BMO Field en territorio canadiense, y una vez más se obtuvo un empate y el pase a los cuartos de final tras alcanzar el 2° lugar de la tabla. Francisco fue titular todo el juego y se colocó como defensor central, reemplazando en su lugar a Roy Miller. Su último partido en la competición regional se desarrolló el 19 de julio, en el MetLife Stadium de Nueva Jersey, donde su selección enfrentó a México por los cuartos de final. Cerca de acabar el segundo tiempo extra, se señaló un penal inexistente a favor de los mexicanos, y el futbolista Andrés Guardado marcó la única anotación del juego, lo que significó la eliminación de Costa Rica. Calvo participó en esta ocasión los 120 minutos.
El 27 de agosto, el nuevo entrenador de la selección costarricense Óscar Ramírez, dio la lista oficial de jugadores que participarán en los encuentros amistosos del mes de septiembre, ante Uruguay y Brasil; Calvo apareció nuevamente en la convocatoria. Sin embargo, permaneció en el banquillo en ambos juegos y sin ningún minuto de acción, su país perdió 1-0 ante los brasileños en el Red Bull Arena de Nueva Jersey, y este marcador se repitió ante los uruguayos, siendo esta vez con victoria y de local en el Estadio Nacional; de esta manera, se acabó la racha de 11 partidos en la que la escuadra Tricolor no obtenía un triunfo.
La segunda convocatoria oficial del Machillo se dio a cabo el 1 de octubre, para enfrentar los últimos dos partidos amistosos antes de iniciar la eliminatoria a Rusia 2018, contra las selecciones de Sudáfrica y Estados Unidos. Francisco fue llamado una vez más a la Sele. El 8 de octubre, el equipo nacional enfrentó a los sudafricanos; Calvo, por primera vez, entró en la alineación titular de Óscar, sin embargo, salió de cambio al minuto 54' por Elías Aguilar. El partido terminó 0-1, con una pérdida. En contraste con el juego efectuado el 13 de octubre, ante los estadounidenses, el jugador quedó en la suplencia e ingresó de cambio, por Óscar Duarte, al minuto 86'; el resultado definitivo finalizó 0-1, con victoria.
Francisco Calvo apareció en la nómina del primer microciclo de Ramírez del 2016, en reemplazo de Ronald Matarrita. El 22 de enero, se confirmó la convocatoria oficial para el encuentro amistoso en fecha no FIFA ante Venezuela, que se llevó a cabo el 2 de febrero. Sin embargo, Calvo quedó fuera de la lista debido a una lesión en los entrenamientos del 28 de enero.
El 5 de noviembre de 2015, Óscar Ramírez, oficialmente, presenta la lista de seleccionados nacionales para enfrentar los dos primeros partidos de la Eliminatoria a Rusia; los encuentros son ante Haití y Panamá los días 13 y 17 de noviembre, respectivamente. Francisco Calvo entró en la convocatoria del Machillo por tercera vez consecutiva, lo que podría considerarse habitual en la Sele. En el primer juego clasificatorio, el jugador permaneció en el banquillo los 90 minutos, y su país triunfó 1-0 ante la selección haitiana, con gol de su compañero Cristian Gamboa. De igual manera, ante los panameños quedó en la suplencia, sin ningún minuto de acción, y la escuadra costarricense obtuvo la segunda victoria consecutiva tras ganar 1-2 en el Estadio Rommel Fernández. El 17 de marzo de 2016, fue anunciado en conferencia de prensa, el llamado del defensor para afrontar los siguientes dos juegos de la cuadrangular, ambos contra Jamaica a finales del mes. El primer partido se realizó en el Estadio Nacional de Kingston el 25 de marzo. El jugador permaneció en la suplencia y no fue tomado en consideración para alguna variante; el resultado terminó empatado a una anotación. Cuatro días después se dio a conocer que Francisco quedó fuera de lista por decisión técnica, junto con su compañero de selección y club Roy Miller. A diferencia de la conclusión del juego anterior, su país ganó esta vez con marcador de 3-0 sobre los jamaiquinos, y afianzándose en el primer puesto con 10 unidades del grupo B.
El 2 de mayo de 2016, el entrenador de la selección costarricense dio la lista preliminar de 40 futbolistas que fueron considerados para afrontar la Copa América Centenario, donde Francisco apareció en la nómina. El 16 de mayo se confirmó la nómina definitiva que viajó a Estados Unidos, país organizador del evento, en la cual Calvo quedó dentro de los seleccionados. El 27 de mayo se realizó el fogueo previo a la copa, en el que su país enfrentó a Venezuela en el Estadio Nacional. Calvo entró como variante por Óscar Duarte, utilizó la camiseta número «3» y el resultado terminó con victoria de 2-1. El 4 de junio dio inicio la competencia para la Tricolor, en el Estadio Citrus Bowl de Orlando, Florida contra Paraguay. El futbolista permaneció en la suplencia y el empate sin goles permaneció hasta el final del encuentro. Tres días después, su país tuvo la peor derrota en el Soldier Field de Chicago; el cotejo se realizó contra los Estados Unidos y los errores en la zona defensiva pesaron para que el marcador terminara 4-0. Francisco apareció como titular y fue partícipe del desacierto que provocó el cuarto gol de los estadounidenses El 11 de junio se desarrolló el último juego de la fase de grupos, en el que su selección hizo frente a Colombia en el Estadio NRG de Houston; su compañero Johan Venegas marcó el primer gol de la competencia para los costarricenses al minuto 1', pero poco después los colombianos empataron las cifras en el marcador. Más tarde, Venegas provocó la anotación en propia meta de Frank Fabra y, en el segundo tiempo, Celso Borges amplió para el 1-3. Sin embargo, su rival descontó y el resultado final fue de victoria 2-3. Con esto, los Ticos se ubicaron en el tercer puesto con 4 puntos, quedando eliminados. Francisco Calvo tuvo presencia los 90 minutos y se desempeñó como defensor central.
El 24 de agosto de 2016, el director técnico de la selección costarricense dio, en conferencia de prensa, la nómina para los dos últimos partidos de la cuadrangular, en la que el futbolista fue llamado. El 2 de septiembre se desarrolló el encuentro frente al combinado de Haití en el Estadio Sylvio Cator. En el transcurrir de los minutos, la situación táctica se tornó ríspida a causa del bloque defensivo y la corpulencia de cada futbolista rival. No obstante, un remate fuera del área ejecutado por su compañero Randall Azofeifa, en el segundo tiempo, fue suficiente para la victoria de 0-1. Con este resultado, los costarricenses aseguraron el pase a la siguiente ronda mundialista. Por otra parte, Calvo quedó en la suplencia. El juego de cuatro días después contra Panamá en el Estadio Nacional no significó ningún riesgo para cada una de las selecciones, ya que ambas estaban clasificadas con anticipación. Por esta situación, su entrenador realizó muchas variantes en la alineación, haciendo debutar a Francisco para los 90 minutos y a otros compañeros en la actual eliminatoria. El doblete de Christian Bolaños y la anotación de Ronald Matarrita fueron fundamentales para el marcador de 3-1. Con esto, su país se colocó líder del grupo B con 16 puntos, contabilizando 5 victorias y un empate, para un 88% de rendimiento.
Durante las semanas posteriores al último encuentro eliminatorio de la cuadrangular, el entrenador de su selección realizó varios microciclos con jugadores de la Primera División. Calvo formó parte de uno y el 29 de septiembre Ramírez anunció la convocatoria oficial para el juego de carácter amistoso frente al combinado de Rusia, donde Francisco quedó en la lista definitiva. El 9 de octubre se desarrolló el compromiso contra los rusos en la inauguración del Krasnodar Stadium. La disposición de sus compañeros en el primer tiempo hizo valer la consecución de los tantos de Randall Azofeifa y Bryan Ruiz, pero el rival descontó poco después. Antes del descanso, el gol en propia de Berezutski dio la ventaja de 1-3 a su país. Sin embargo, los locales igualaron rápidamente y, por otra parte, el director técnico Ramírez ordenó el ingreso de cambio de Joel Campbell, quien al minuto 90' provocó el penal que luego fue aprovechado por él mismo para el gol de la victoria 3-4. Calvo fue titular los 90 minutos.
El 2 de noviembre de 2016, el seleccionador nacional divulgó la base de futbolistas para los dos partidos de la fase hexagonal eliminatoria. Ramírez contó con Francisco para afrontar este tipo de compromisos. La fecha inaugural de esta fase tuvo lugar el 11 de noviembre, en el Estadio Hasely Crawford ante Trinidad y Tobago. Su país tuvo escaso control del balón durante la primera parte, debido a las imprecisiones en cuanto a pases y el orden táctico del rival, situaciones que balanceó en la etapa complementaria. El dinamismo que estableció su conjunto le permitió a su compañero Christian Bolaños abrir el marcador, quien además brindó una asistencia a Ronald Matarrita, al cierre del partido, para concretar el 0-2 final. El defensor apareció como titular, pero salió de cambio por Michael Umaña al minuto 41', a causa de una lesión.
El 2 de enero de 2017 se llevó a cabo la convocatoria de los futbolistas para la decimocuarta edición de la Copa Centroamericana, la cual tomó lugar en territorio panameño. El defensor fue incluido en la lista. El 13 de enero comenzó el torneo regional donde su selección, en el Estadio Rommel Fernández, enfrentó al conjunto de El Salvador. Francisco apareció en el once titular y el empate sin anotaciones definió el marcador final. Para el compromiso de dos días después, en el mismo escenario deportivo, contra la escuadra de Belice, Calvo quedó en el banquillo, y el resultado fue de victoria 0-3. En el juego del 17 de enero ante Nicaragua, el defensa fue parte de la titularidad, y la igualdad de 0-0 se repitió al cierre del cotejo. Tres días posteriores se efectuó el clásico del área frente a Honduras, en el cual Francisco anotó el gol del equilibrio 1-1 al minuto 59'. El único revés de su nación fue el 22 de enero, por la última jornada, contra el anfitrión Panamá. El marcador de 1-0 confirmó el cuarto lugar de los costarricenses, además de un cupo directo para la Copa Oro de la Concacaf en ese mismo año.
El 17 de marzo de 2017, el estratega Óscar Ramírez realizó la nómina de jugadores para la reanudación de la Eliminatoria Mundialista de Concacaf. El defensa fue tomado en cuenta. El 24 de marzo fue el primer compromiso ante México en el Estadio Azteca. El tanto tempranero del rival al minuto 6' y el gol al cierre de la etapa inicial fueron fulminantes en el marcador definitivo con derrota de 2-0. Con este resultado, su nación sufrió el primer revés de la competencia y la valla invicta acabó en 186 minutos. La segunda visita de esta fecha FIFA se desarrolló cuatro días después contra Honduras en el Estadio Francisco Morazán. El cotejo se caracterizó por el clima caluroso de la ciudad de San Pedro Sula, ya que el cotejo fue en horas de la tarde, también del controversial arbitraje del salvadoreño Joel Aguilar al no sancionar acciones de penal a ambas escuadras. La situación de su conjunto se volvió un poco áspera por el gol transitorio del contrincante al minuto 35'. Con el reacomodo en la zona de centrocampistas, su selección tuvo más control del balón y al minuto 68' su compañero Christian Bolaños, quien había entrado de relevo, ejecutó un tiro de esquina que llegó a la cabeza de Kendall Waston, el cual aprovechó su altura para conseguir la anotación que terminó siendo el empate.
El siguiente llamado del estratega para conformar el conjunto Tricolor se dio el 26 de mayo de 2017, correspondiente a disputar los dos partidos consecutivos como local en el Estadio Nacional por la eliminatoria mundialista. Calvo apareció en la lista. El primer encuentro tuvo lugar contra Panamá el 8 de junio, donde sus compañeros fueron los que tuvieron mayores oportunidades de anotar en los minutos iniciales. A causa de la expulsión del defensor Giancarlo González en el segundo tiempo, su equipo se vio obligado a variar el sistema y los rivales asumieron el rol en la ofensiva. Sin embargo, tras situaciones apremiantes de ambas naciones, el resultado empatado sin goles prevaleció al término de los 90 minutos. Con esto su país acabó con la racha de diez juegos sin ceder puntos como local en estas instancias. Además, los panameños puntuaron después de veintinueve años de no hacerlo en territorio costarricense. En el compromiso del 13 de junio frente a Trinidad y Tobago, Francisco aprovechó un centro de Joel Campbell para colocar, mediante un cabezazo dentro del área, la ventaja momentánea de 1-0 en tan solo 48 segundos de iniciado el juego. Las circunstancias se volvieron ríspidas por la respuesta del adversario, provocando la igualdad en las cifras, pero el tanto de Bryan Ruiz al minuto 44' solidificó el resultado de 2-1 para su nación, el cual fue cuidado de manera sagaz durante todo el segundo tiempo. Estadísticamente, el zaguero solo vio acción en el segundo cotejo.
El defensa fue incluido, el 16 de junio de 2017, en la lista oficial del director técnico Óscar Ramírez para la realización de la Copa de Oro de la Concacaf que tuvo lugar en Estados Unidos. El 7 de julio se disputó el primer encuentro del certamen en el Red Bull Arena de Nueva Jersey, lugar donde se efectuó el clásico centroamericano contra Honduras. Francisco Calvo fue titular y completó la totalidad de los minutos como lateral izquierdo. Por otra parte, su compañero Rodney Wallace brindó una asistencia a Marco Ureña al minuto 38', quien concretó el único gol de su nación para la victoria ajustada de 0-1. Cuatro días posteriores se dio el segundo cotejo ante Canadá en el BBVA Compass Stadium, escenario en el cual prevaleció la igualdad a un tanto con gol de Calvo. El 14 de julio fue el último compromiso por el grupo frente a Guayana Francesa en el Estadio Toyota de Frisco, Texas. Los Ticos se impusieron 3-0 para asegurar un lugar a la siguiente ronda como líderes de la tabla con siete puntos. Su selección abrió la jornada de los cuartos de final el 19 de julio en el Lincoln Financial Field de Filadelfia, Pensilvania, contra Panamá. Un testarazo del rival Aníbal Godoy mediante un centro de David Guzmán, al minuto 76', provocó la anotación en propia puerta de los panameños, lo que favoreció a su combinado en la clasificación a la otra instancia por el marcador de 1-0. La participación de su escuadra concluyó el 22 de julio en el AT&T Stadium, con la única pérdida en semifinales de 0-2 ante Estados Unidos.
El 25 de agosto de 2017 fue seleccionado en la lista de futbolistas para enfrentar el penúltimo par de juegos eliminatorios. El 1 de septiembre se produjo el primer juego ante el combinado de Estados Unidos en el Red Bull Arena de Nueva Jersey. Calvo se desempeñó como defensor central en la totalidad de los minutos y el marcador se definió en victoria con cifras de 0-2, mediante el doblete de su compañero Marco Ureña. Para el segundo juego del 5 de septiembre contra México, de local en el Estadio Nacional, los costarricenses rescataron el empate a un tanto tras haber estado con el resultado adverso.
Calvo fue considerado en la última lista para el cierre de la hexagonal, dada el 29 de septiembre de 2017. El 7 de octubre tuvo lugar el partido frente a Honduras en el Estadio Nacional, con las condiciones del clásico centroamericano al tratarse de un encuentro ríspido y físico. Su selección estuvo por debajo en el marcador por la anotación del rival, y de esta forma se vio obligada a variar el sistema táctico para evitar la derrota. Al minuto 94', su compañero Bryan Ruiz lanzó un centro desde el sector de la derecha para que el balón fuese recibido por Kendall Waston, quien se había sumado al ataque y así imponer su altura con el cabezazo y empatar 1-1 de manera agónica. Con este resultado, su país aseguró una de las plazas directas al Mundial de Rusia 2018 que fueron otorgadas a la confederación. Por otro lado, Francisco no vio acción debido a una suspensión por acumulación de tarjetas amarillas. Para el juego de tres días después contra Panamá en el Estadio Rommel Fernández, el defensa fue titular en la derrota de 2-1 que no tuvo repercusión alguna en la tabla al tener el segundo lugar asentado.
De nuevo en periodo de fogueos internacionales, el 3 de noviembre de 2017 entró en la convocatoria para los dos partidos en el continente europeo. El 11 de noviembre completó la totalidad de los minutos contra España en el Estadio La Rosaleda de Málaga, donde las cifras de goleada 5-0 favorecieron a los adversarios. Tres días después tuvo 39 minutos de participación en la nueva pérdida de su país, esta vez por 1-0 ante Hungría.
El 15 de marzo de 2018, el defensor recibió la convocatoria de Ramírez con miras a los nuevos encuentros amistosos en Europa. Entró de cambio al minuto 78' en el partido del 23 de marzo contra Escocia (victoria 0-1), luego de haber ingresado de relevo por Bryan Oviedo. Cuatro días después, alcanzó la totalidad de los minutos en la derrota 1-0 ante Túnez en el Allianz Riviera de territorio francés.
El 14 de mayo de 2018, se anunció en conferencia de prensa del entrenador de la selección Óscar Ramírez, el llamado de los veintitrés futbolistas que harían frente al Mundial de Rusia, lista en la cual Calvo quedó dentro del selecto grupo. Antes del certamen global, el 3 de junio enfrentó el partido de despedida en condición de local contra Irlanda del Norte en el Estadio Nacional. Francisco entró de cambio a partir del segundo tiempo por Óscar Duarte y puso un gol de cabeza al minuto 65', el conclusivo de la victoria cómoda por 3-0. El 7 de junio vio acción los 90 minutos en la derrota de su nación con cifras de 2-0 ante Inglaterra en el Elland Road. Cuatro días después, estuvo presente en el amistoso celebrado en Bruselas contra Bélgica (revés 4-1).
Francisco debutó en la Copa Mundial el 17 de junio de 2018 —siendo la primera participación del jugador en la máxima competencia a nivel de selección— contra el equipo de Serbia en el Cosmos Arena de Samara. Se desempeñó como el lateral por el costado izquierdo con la dorsal «15» y alcanzó la totalidad de los minutos en la derrota ajustada por 0-1. El 22 de junio entró de relevo por Cristian Gamboa al minuto 74' en el duelo frente a Brasil, cotejo que finalizó con una nueva pérdida siendo con cifras de 2-0. Su país se quedaría sin posibilidades de avanzar a la siguiente ronda de manera prematura. El 27 de junio, ya en el partido de trámite enfrentando a Suiza en el Estadio de Nizni Nóvgorod, el marcador reflejó la igualdad a dos anotaciones para despedirse del certamen.
El 28 de agosto de 2018, Francisco fue incluido en la lista de convocados de la selección costarricense por el entrenador interino Ronald González, conformando el grupo que enfrentaría una serie de juegos amistosos en el continente asiático. El 7 de septiembre, en el partido contra Corea del Sur en el Estadio de Goyang, el defensor completó la totalidad de los minutos y vio la pérdida de su combinado con cifras de 2-0. Al día siguiente debió abandonar la concentración de su representativo debido a una lesión.
El 4 de octubre de 2018, en rueda de prensa del director técnico Ronald González, se hizo el llamado de Calvo para disputar los fogueos de la fecha FIFA del mes. El primer duelo se realizó el 11 de octubre en el Estadio Universitario de Monterrey, en donde su combinado enfrentó al conjunto de México. El defensa apareció en la alineación titular durante los 90 minutos y su país perdió con marcador de 3-2. Para el cotejo del 16 de octubre contra el equipo de Colombia en el Red Bull Arena en territorio estadounidense, el seleccionado Tico cedió el resultado tras caer derrotado con cifras de 1-3.
El 8 de noviembre de 2018, entró en la lista del técnico González para efectuar los últimos partidos amistosos del año. Tuvo participación como titular en el compromiso celebrado el 16 de noviembre contra Chile en el Estadio El Teniente, donde su selección consiguió la victoria por 2-3. Cuatro días después, se desempeñó en su demarcación en la totalidad de los minutos en el triunfo con el mismo marcador sobre Perú.
El 18 de enero de 2019, es convocado a la selección en la primera nómina del director técnico Gustavo Matosas. El 2 de febrero se llevó a cabo el partido en fecha no FIFA contra Estados Unidos en el Avaya Stadium, en el que Calvo fue titular en la totalidad de los minutos y su combinado perdió con marcador de 2-0.
El 14 de marzo de 2019, el jugador recibe la convocatoria de Matosas para afrontar un par de partidos amistosos del mes. El 22 de marzo quedó como suplente en el partido contra Guatemala (pérdida 1-0) en el Estadio Doroteo Guamuch. Para el compromiso de cuatro días después ante Jamaica en el Estadio Nacional, Calvo completó la totalidad de los minutos y el marcador finalizó en victoria ajustada por 1-0.
El 22 de mayo de 2019, el futbolista fue tomado en cuenta por Matosas para enfrentar un amistoso en Sudamérica. El 5 de junio fue suplente en el duelo contra Perú (1-0) en el Estadio Monumental. Poco después se confirmó que Calvo entró en la nómina oficial para disputar la Copa de Oro de la Concacaf.
Aunque quedó en la suplencia en los dos primeros partidos de la fase de grupos contra Nicaragua (victoria 4-0) y Bermudas (triunfo 2-1), pudo hacer su debut el 24 de junio frente a Haití (derrota 2-1), donde fue titular en la totalidad de los minutos. Su país se quedó en el camino al perder en penales por México en cuartos de final, serie en la que Calvo cobró exitosamente uno de los lanzamientos.
El 28 de agosto de 2019 entró en la lista de Matosas para jugar un fogueo. El 6 de septiembre se quedó en el banquillo para el partido celebrado en el Estadio Nacional contra Uruguay, donde el marcador finalizó en pérdida por 1-2.
El 4 de octubre de 2019, es convocado por Ronald González para el inicio en la Liga de Naciones de la Concacaf. El 10 de octubre fue suplente en el empate 1-1 de visita frente a Haití. Tres días después repitió su rol en el banquillo en la igualada contra Curazao. El 14 de noviembre logró su debut en el torneo y anotó de cabeza el gol de la victoria 1-2 sobre los curazaleños. Asimismo, concluyó la fase de grupos tres días después con un empate 1-1 contra los haitianos, partido en el que Calvo también marcó.
El 6 de noviembre de 2020, Francisco recibió la convocatoria para disputar los últimos dos fogueos del año. El defensa jugó en ambos partidos ante Catar (empate 1-1) y País Vasco (derrota 2-1), donde su selección tuvo una discreta actuación.
El 18 de marzo de 2021, Francisco fue llamado por González para jugar dos fogueos de fecha FIFA en una gira europea. Su primer partido se dio el 27 de marzo en el estadio Bilino Polje ante el local Bosnia y Herzegovina, en el que Calvo alcanzó la totalidad de los minutos y el marcador finalizó empatado sin goles. Tres días después, en el Stadion Wiener Neustadt de Austria, su selección perdió 0-1 contra México mientras que el zaguero fue nuevamente titular.
El 3 de junio de 2021, para la etapa final de la Liga de Naciones de la Concacaf, su selección empató el duelo de semifinal contra México (0-0) en el Empower Field en Denver, por lo que la serie se llevó a los penales donde su conjunto no pudo avanzar. Tres días después tampoco superó el compromiso por el tercer lugar frente a Honduras (2-2), cayendo por la misma vía de los penales. Francisco tuvo participación en los dos juegos como titular y anotó el gol del empate sobre los hondureños al minuto 85'. El 9 de junio participó en el fogueo ante Estados Unidos en el Rio Tinto Stadium, en el que se presentó la derrota de su escuadra por 4-0.
El 25 de junio de 2021, el director técnico Luis Fernando Suárez definió la lista preliminar con miras hacia la Copa de Oro de la Concacaf, en la que se destaca la convocatoria de Francisco. Fue ratificado en la lista definitiva del 1 de julio. Jugó dos de los tres partidos del grupo que finalizaron en victorias sobre Guadalupe (3-1), Surinam (2-1) —saliendo expulsado mediante la revisión del video— y Jamaica (1-0). El 25 de julio se presentó la eliminación de su país en cuartos de final por 0-2 frente a Canadá.
El 26 de agosto de 2021, Calvo fue llamado por Suárez para iniciar la eliminatoria de Concacaf hacia la Copa del Mundo. El 2 de septiembre se dio la primera fecha de visita en el Estadio Rommel Fernández contra Panamá. Francisco alineó como titular, jugó la totalidad de los minutos y el resultado acabó empatado sin goles. Tres días después participó en la derrota de local 0-1 ante México y el 8 de septiembre cerró la fecha FIFA del mes con la igualdad 1-1 en casa frente a Jamaica.
El 30 de septiembre de 2021, Calvo nuevamente fue incluido por Suárez para continuar con la triple fecha eliminatoria. El 7 de octubre completó la totalidad de los minutos en el empate sin goles frente a Honduras, de visita en el Estadio Olímpico Metropolitano. Tres días después como local, su selección venció por 2-1 a El Salvador donde Francisco fue estelar. El 13 de octubre se dio la derrota de su conjunto ante Estados Unidos por 2-1 en el Lower.com Field.
El 6 de noviembre de 2021, el futbolista integró la lista de convocados con el motivo de seguir la eliminatoria, siendo esta de doble fecha. El 12 de noviembre gozó de minutos al ser titular donde su selección cayó por 1-0 contra Canadá. Cuatro días después participó la totalidad de los minutos del agónico triunfo 2-1 de local sobre Honduras.
El 21 de enero de 2022, el jugador fue incorporado a la lista de seleccionados de Suárez para afrontar tres partidos eliminatorios. Calvo alcanzó la titularidad en la totalidad de los minutos en los duelos ante Panamá (victoria 1-0) en el Estadio Nacional del 27 de enero, tres días después contra México (empate 0-0) en el Estadio Azteca, y el 2 de febrero frente a Jamaica (triunfo 0-1) en el Estadio Nacional de Kingston.
El 18 de marzo de 2022, Suárez eligió a sus últimos futbolistas para el cierre de la eliminatoria donde Francisco nuevamente fue parte de dicha lista. Participó como titular en dos de las tres victorias sobre Canadá (1-0), El Salvador (1-2) y Estados Unidos (2-0), este último quedó fuera de lista. Su selección finalizó en el cuarto puesto en zona de repechaje intercontinental.
El 13 de mayo de 2022, fue convocado a la lista de Suárez para la preparación de cara a la Liga de Naciones de la Concacaf. Realizó su debut hasta el 5 de junio, por la segunda fecha contra Martinica en el Estadio Nacional. Calvo completó la totalidad de los minutos y anotó el segundo gol para el triunfo por 2-0, tras un pase de Óscar Duarte al minuto 87'.
El 14 de junio de 2022, alineó como titular y completó la totalidad de los minutos en el partido donde su combinado selló la clasificación a la Copa Mundial tras vencer 1-0 a Nueva Zelanda, por la repesca intercontinental celebrada en el país anfitrión Catar.
El 16 de septiembre de 2022 fue convocado para los partidos amistosos previo a la Copa Mundial 2022 en suelo asiático contra Corea del Sur y Uzbekistán. El 23 de septiembre, se enfrentó ante Corea del Sur por el empate 2-2. Tres días después, Francisco se mantuvo en banco de suplencia contra Uzbekistán, con la victoria costarricense 1-2.
El 3 de noviembre de 2022, el técnico Luis Fernando Suárez, realizó la conferencia de prensa de los 26 jugadores que viajarían a Catar para el evento de la Copa Mundial de Fútbol de 2022, Francisco fue parte de los nombres de la nómina. Francisco Calvo disputó los partidos contra España por la derrota 7-0 y contra Japón en la victoria 0-1, Calvo acumuló dos tarjetas amarillas por lo que fue suspendido en el partido contra Alemania, el conjunto costarricense perdió ante los alemanes por 2-4, quedando eliminados del certamen en fase de grupos.
El 17 de marzo de 2023 fue convocado para afrontar los partidos de la Liga de Naciones de la Concacaf 2022-23 contra Martinica y Panamá. El 25 de marzo se enfrentó ante la selección de Martinica, en el que disputó la totalidad de minutos por la victoria 1-2. Tres días después se enfrentó ante Panamá como local, Francisco repitió titularidad, disputando los 90 minutos por la derrota 0-1.
El 2 de junio de 2023, se oficializó la convocatoria para los partidos amistosos y la competición de la Copa de Oro de la Concacaf 2023, en el que Francisco estuvo dentro de la convocatoria. El 15 de junio, Costa Rica se enfrentó ante Guatemala en un partido amistoso, Calvo tuvo la totalidad de minutos por la derrota 0-1. Cinco días después, Francisco se enfrentó ante Ecuador, ingresando desde el banco de suplencia al minuto 75, finalizando con la derrota 3-1. El 26 de junio, se enfrentó ante Panamá por la competición de la Copa Oro, Francisco disputó la totalidad de minutos por la derrota 1-2. Cuatro días después, Francisco se enfrentó ante El Salvador, disputando la totalidad de minutos por segunda vez consecutiva en la posición de lateral, el encuentro finalizó con empate 0-0. El 4 de julio, Francisco se enfrentó ante Martinica, al minuto 40 realizó una anotación, Calvo disputó la totalidad de minutos por la victoria 6-4, logrando clasificar a octavos de final en la segunda posición de la fase de grupos. Cuatro días después, Francisco se enfrentó ante México, disputando 82 minutos por la derrota 2-0, siendo eliminados de la competición.
El 30 de agosto de 2023, fue convocado por el director técnico Claudio Vivas en una gira hacia Europa contra los encuentros amistosos ante Arabia Saudita y Emiratos Árabes Unidos. El 8 de septiembre, Francisco se enfrentó ante Arabia Saudita, abriendo el marcador al minuto 12, siendo esta su décima anotación con la selección, el encuentro finalizó con la victoria 1-3. Cuatro días después, Calvo disputó la totalidad de minutos contra Emiratos Árabes Unidos por la derrota 1-4.
El 10 de noviembre de 2023, fue convocado por el director técnico Gustavo Alfaro para disputar la Liga de Naciones de la Concacaf 2023-24 por los cuartos de final contra Panamá. Francisco no disputó el juego de ida por la derrota 0-3, mientras en el partido de vuelta realizó una anotación al minuto 51, el marcador global finalizó 6-1, siendo eliminados de la competición.
El 15 de marzo de 2024, se oficializó su convocatoria para el partido del Repechaje de la Copa América 2024 contra Honduras y el amistoso contra Argentina. El 23 de marzo se enfrentó contra Honduras, sumando la totalidad de minutos en la victoria 3-1, logrando obtener el boleto a la Copa América 2024. Tres días después, sumó la totalidad de minutos contra Argentina en la derrota 3-1.
El 11 de junio de 2024, se oficializó su convocatoria para la clasificación al mundial 2026 para los partidos contra San Cristóbal y Nieves y Granada. Calvo disputó los dos partidos como titular indiscutible contra San Cristóbal y Nieves (victoria 4-0). y Granada (victoria 0-3).
El 11 de junio de 2024, se oficializó su convocatoria de los 26 jugadores para la competición de la Copa América 2024. El 25 de junio, debutó contra Brasil, disputando la totalidad de minutos en el empate 0-0. El 28 de junio, se enfrentó a Colombia, disputando la totalidad de minutos por la derrota 3-0. El 2 de julio, disputó contra Paraguay, sumando la totalidad de minutos y colocando la primera anotación del partido al minuto 3 por la victoria 2-1, cerrando la competición de la Copa América 2024 en la tercera posición de la fase de grupos.
El 28 de agosto de 2024, se oficializó su convocatoria para la Liga de Naciones de la Concacaf 2024-25 contra Guadalupe y Guatemala. El 5 de septiembre, se enfrentó contra Guadalupe, abriendo el marcador al minuto 50, disputando 82 minutos por la victoria 3-0. El 9 de septiembre, se enfrentó contra Guatemala disputando la totalidad de minutos por el empate 0-0.

#### Participaciones internacionales
| Competición                             | Sede                                  | Resultado        | Partidos | Goles |
| --------------------------------------- | ------------------------------------- | ---------------- | -------- | ----- |
| Copa América 2011                       | Argentina                             | Fase de grupos   | 3        | 0     |
| Copa de Oro de la Concacaf 2015         | Estados Unidos                        | Cuartos de final | 3        | 0     |
| Copa América Centenario                 | Estados Unidos                        | Fase de grupos   | 2        | 0     |
| Copa Centroamericana 2017               | Panamá                                | Cuarto lugar     | 4        | 1     |
| Copa de Oro de la Concacaf 2017         | Estados Unidos                        | Semifinales      | 5        | 1     |
| Copa de Oro de la Concacaf 2019         | Estados Unidos · Costa Rica · Jamaica | Cuartos de final | 2        | 0     |
| Liga de Naciones de la Concacaf 2019-20 | Concacaf                              | Cuarto lugar     | 4        | 3     |
| Copa de Oro de la Concacaf 2021         | Estados Unidos                        | Cuartos de final | 3        | 0     |
| Liga de Naciones de la Concacaf 2022-23 | Concacaf                              | Fase de grupos   | 3        | 0     |
| Copa de Oro de la Concacaf 2023         | Estados Unidos · Canadá               | Fase de grupos   | 4        | 1     |
| Liga de Naciones de la Concacaf 2023-24 | Concacaf                              | Cuartos de final | 2        | 1     |
| Copa América 2024                       | Estados Unidos                        | Fase de grupos   | 3        | 1     |
| Liga de Naciones de la Concacaf 2024-25 | Concacaf                              | Cuartos de final | 6        | 2     |
| Copa de Oro de la Concacaf 2025         | Estados Unidos · Canadá               | Cuartos de final | 4        | 1     |

#### Participaciones en eliminatorias
| Eliminatoria               | Sede                             | Resultado   | Partidos | Goles |
| -------------------------- | -------------------------------- | ----------- | -------- | ----- |
| Clasificación Mundial 2018 | Rusia                            | Clasificado | 7        | 1     |
| Clasificación Mundial 2022 | Catar                            | Clasificado | 14       | 0     |
| Clasificación Mundial 2026 | Estados Unidos · México · Canadá | Por definir | 4        | 0     |

#### Participaciones en Copas del Mundo
| Mundial              | Sede  | Resultado      | Partidos | Goles |
| -------------------- | ----- | -------------- | -------- | ----- |
| Copa Mundial de 2018 | Rusia | Fase de grupos | 2        | 0     |
| Copa Mundial de 2022 | Catar | Fase de grupos | 2        | 0     |

## Estadísticas

### Clubes
Actualizado al último partido jugado el 11 de mayo de 2025.
| Club                                  | Div.          | Temporada     | Liga  | Liga  | Liga   | Copas nacionales | Copas nacionales | Copas nacionales | Copas internacionales | Copas internacionales | Copas internacionales | Total | Total | Total  |
| Club                                  | Div.          | Temporada     | Part. | Goles | Asist. | Part.            | Goles            | Asist.           | Part.                 | Goles                 | Asist.                | Part. | Goles | Asist. |
| ------------------------------------- | ------------- | ------------- | ----- | ----- | ------ | ---------------- | ---------------- | ---------------- | --------------------- | --------------------- | --------------------- | ----- | ----- | ------ |
| C. S. Herediano · Costa Rica          |               |               |       |       |        |                  |                  |                  |                       |                       |                       |       |       |        |
| 1.ª                                   | 2011-12       | 23            | 1     | 1     | —      | —                | —                | 3                | 0                     | 0                     | 26                    | 1     | 1     |        |
| Total club                            | Total club    | 23            | 1     | 1     | 0      | 0                | 0                | 3                | 0                     | 0                     | 26                    | 1     | 1     |        |
| Pérez Zeledon · Costa Rica            |               |               |       |       |        |                  |                  |                  |                       |                       |                       |       |       |        |
| 1.ª                                   | 2012-13       | 21            | 5     | 1     | —      | —                | —                | —                | —                     | —                     | 21                    | 5     | 1     |        |
| Total club                            | Total club    | 21            | 5     | 1     | 0      | 0                | 0                | 0                | 0                     | 0                     | 21                    | 5     | 1     |        |
| F. C. Nordsjælland Dinamarca          |               |               |       |       |        |                  |                  |                  |                       |                       |                       |       |       |        |
| 1.ª                                   | 2012-13       | 3             | 0     | 0     | —      | —                | —                | —                | —                     | —                     | 3                     | 0     | 0     |        |
| Total club                            | Total club    | 3             | 0     | 0     | 0      | 0                | 0                | 0                | 0                     | 0                     | 3                     | 0     | 0     |        |
| C. S. Herediano · Costa Rica          |               |               |       |       |        |                  |                  |                  |                       |                       |                       |       |       |        |
| 1.ª                                   | 2013-14       | 30            | 4     | 3     | —      | —                | —                | 1                | 0                     | 0                     | 31                    | 4     | 3     |        |
| 1.ª                                   | 2014-15       | 20            | 3     | 1     | 4      | 0                | 0                | 4                | 1                     | 0                     | 28                    | 4     | 1     |        |
| Total club                            | Total club    | 50            | 7     | 4     | 4      | 0                | 0                | 5                | 1                     | 0                     | 59                    | 8     | 4     |        |
| Santos de Guápiles · Costa Rica       |               |               |       |       |        |                  |                  |                  |                       |                       |                       |       |       |        |
| 1.ª                                   | 2014-15       | 21            | 5     | 0     | —      | —                | —                | —                | —                     | —                     | 21                    | 5     | 0     |        |
| Total club                            | Total club    | 21            | 5     | 0     | 0      | 0                | 0                | 0                | 0                     | 0                     | 21                    | 5     | 0     |        |
| Deportivo Saprissa · Costa Rica       |               |               |       |       |        |                  |                  |                  |                       |                       |                       |       |       |        |
| 1.ª                                   | 2015-16       | 39            | 4     | 0     | —      | —                | —                | 4                | 0                     | 0                     | 43                    | 5     | 0     |        |
| 1.ª                                   | 2016-17       | 24            | 8     | 1     | —      | —                | —                | 4                | 1                     | 0                     | 28                    | 9     | 1     |        |
| Total club                            | Total club    | 63            | 12    | 1     | 0      | 0                | 0                | 8                | 1                     | 0                     | 71                    | 14    | 1     |        |
| Minnesota United F. C. Estados Unidos |               |               |       |       |        |                  |                  |                  |                       |                       |                       |       |       |        |
| 1.ª                                   | 2017          | 27            | 2     | 1     | —      | —                | —                | —                | —                     | —                     | 27                    | 2     | 1     |        |
| 1.ª                                   | 2018          | 26            | 2     | 2     | —      | —                | —                | —                | —                     | —                     | 26                    | 2     | 2     |        |
| 1.ª                                   | 2019          | 7             | 1     | 1     | —      | —                | —                | —                | —                     | —                     | 7                     | 1     | 1     |        |
| Total club                            | Total club    | 60            | 5     | 4     | 0      | 0                | 0                | 0                | 0                     | 0                     | 60                    | 4     | 4     |        |
| Chicago Fire Estados Unidos           |               |               |       |       |        |                  |                  |                  |                       |                       |                       |       |       |        |
| 1.ª                                   | 2019          | 23            | 3     | 1     | —      | —                | —                | —                | —                     | —                     | 23                    | 3     | 1     |        |
| 1.ª                                   | 2020          | 19            | 1     | 1     | 3      | 0                | 0                | —                | —                     | —                     | 22                    | 1     | 1     |        |
| 1.ª                                   | 2021          | 17            | 1     | 0     | —      | —                | —                | —                | —                     | —                     | 17                    | 1     | 0     |        |
| Total club                            | Total club    | 59            | 5     | 2     | 3      | 0                | 0                | 0                | 0                     | 0                     | 62                    | 5     | 2     |        |
| San Jose Earthquakes Estados Unidos   |               |               |       |       |        |                  |                  |                  |                       |                       |                       |       |       |        |
| 1.ª                                   | 2022          | 13            | 2     | 1     | 2      | 0                | 0                | —                | —                     | —                     | 15                    | 2     | 1     |        |
| Total club                            | Total club    | 13            | 2     | 1     | 2      | 0                | 0                | 0                | 0                     | 0                     | 15                    | 2     | 1     |        |
| Konyaspor Turquía                     |               |               |       |       |        |                  |                  |                  |                       |                       |                       |       |       |        |
| 1.ª                                   | 2022-23       | 31            | 3     | 0     | 2      | 0                | 0                | 4                | 1                     | 0                     | 37                    | 4     | 0     |        |
| 1.ª                                   | 2023-24       | 17            | 0     | 0     | 1      | 0                | 0                | —                | —                     | —                     | 18                    | 0     | 0     |        |
| Total club                            | Total club    | 48            | 3     | 0     | 3      | 0                | 0                | 4                | 1                     | 0                     | 55                    | 4     | 0     |        |
| F. C. Juárez · México                 |               |               |       |       |        |                  |                  |                  |                       |                       |                       |       |       |        |
| 1.ª                                   | 2023-24       | 14            | 1     | 1     | —      | —                | —                | —                | —                     | —                     | 14                    | 1     | 1     |        |
| 1.ª                                   | 2024-25       | 3             | 0     | 0     | —      | —                | —                | 3                | 0                     | 0                     | 6                     | 0     | 0     |        |
| Total club                            | Total club    | 17            | 1     | 1     | 0      | 0                | 0                | 3                | 0                     | 0                     | 20                    | 1     | 1     |        |
| Hatayspor Turquía                     |               |               |       |       |        |                  |                  |                  |                       |                       |                       |       |       |        |
| 1.ª                                   | 2024-25       | 25            | 1     | 1     | 1      | 0                | 0                | —                | —                     | —                     | 26                    | 1     | 1     |        |
| Total club                            | Total club    | 25            | 1     | 1     | 1      | 0                | 0                | 0                | 0                     | 0                     | 26                    | 1     | 1     |        |
| Al-Ettifaq Club Arabia Saudita        |               |               |       |       |        |                  |                  |                  |                       |                       |                       |       |       |        |
| 1.ª                                   | 2025-26       | 0             | 0     | 0     | 0      | 0                | 0                | —                | —                     | —                     | 0                     | 0     | 0     |        |
| Total club                            | Total club    | 0             | 0     | 0     | 0      | 0                | 0                | 0                | 0                     | 0                     | 0                     | 0     | 0     |        |
| Total carrera                         | Total carrera | Total carrera | 403   | 47    | 16     | 13               | 0                | 0                | 23                    | 3                     | 0                     | 439   | 50    | 16     |
| 1. 2. Fuente:Transfermarkt            |               |               |       |       |        |                  |                  |                  |                       |                       |                       |       |       |        |

### Selección de Costa Rica
Actualizado al último partido jugado el 29 de junio de 2025.
| Selección                                            | Año | Eliminatorias | Eliminatorias | Eliminatorias | Continental | Continental | Continental | Mundial | Mundial | Mundial | Amistosos | Amistosos | Amistosos | Total | Total | Total  |
| Selección                                            | Año | Part.         | Goles         | Asist.        | Part.       | Goles       | Asist.      | Part.   | Goles   | Asist.  | Part.     | Goles     | Asist.    | Part. | Goles | Asist. |
| ---------------------------------------------------- | --- | ------------- | ------------- | ------------- | ----------- | ----------- | ----------- | ------- | ------- | ------- | --------- | --------- | --------- | ----- | ----- | ------ |
| Absoluta · Costa Rica                                |     |               |               |               |             |             |             |         |         |         |           |           |           |       |       |        |
| 2011                                                 | —   | —             | —             | 3             | 0           | 0           | —           | —       | —       | —       | —         | —         | 3         | 0     | 0     |        |
| 2015                                                 | —   | —             | —             | 3             | 0           | 0           | —           | —       | —       | 5       | 0         | 0         | 8         | 0     | 0     |        |
| 2016                                                 | 2   | 0             | 0             | 2             | 0           | 0           | —           | —       | —       | 2       | 0         | 0         | 6         | 0     | 0     |        |
| 2017                                                 | 5   | 1             | 0             | 9             | 2           | 0           | —           | —       | —       | 2       | 0         | 0         | 16        | 3     | 0     |        |
| 2018                                                 | —   | —             | —             | —             | —           | —           | 2           | 0       | 0       | 9       | 1         | 2         | 11        | 1     | 2     |        |
| 2019                                                 | —   | —             | —             | 4             | 2           | 0           | —           | —       | —       | 2       | 0         | 0         | 6         | 2     | 0     |        |
| 2020                                                 | —   | —             | —             | —             | —           | —           | —           | —       | —       | 1       | 0         | 0         | 1         | 0     | 0     |        |
| 2021                                                 | 8   | 0             | 0             | 5             | 1           | 0           | —           | —       | —       | 3       | 0         | 0         | 16        | 1     | 0     |        |
| 2022                                                 | 6   | 0             | 0             | 1             | 1           | 0           | 2           | 0       | 0       | 1       | 0         | 0         | 10        | 1     | 0     |        |
| 2023                                                 | —   | —             | —             | 7             | 2           | 0           | —           | —       | —       | 4       | 1         | 0         | 11        | 3     | 0     |        |
| 2024                                                 | 2   | 0             | 0             | 10            | 3           | 0           | —           | —       | —       | 2       | 0         | 0         | 14        | 3     | 0     |        |
| 2025                                                 | 2   | 0             | 1             | 6             | 1           | 0           | —           | —       | —       | 0       | 0         | 0         | 8         | 1     | 1     |        |
| Total                                                | 25  | 1             | 1             | 50            | 12          | 0           | 4           | 0       | 0       | 31      | 2         | 2         | 110       | 15    | 3     |        |
| 1. 2. Fuente:Transfermarkt / National Football Teams |     |               |               |               |             |             |             |         |         |         |           |           |           |       |       |        |

#### Goles internacionales
| Núm. | Fecha                   | Lugar                                      | Rival             | Gol | Resultado | Competición                             |
| ---- | ----------------------- | ------------------------------------------ | ----------------- | --- | --------- | --------------------------------------- |
| 1.   | 20 de enero de 2017     | Estadio Rommel Fernández, Panamá, Panamá   | Honduras          | 1-1 | 1-1       | Copa Centroamericana 2017               |
| 2.   | 13 de junio de 2017     | Estadio Nacional, San José                 | Trinidad y Tobago | 1-0 | 2-1       | Eliminatoria Mundial 2018               |
| 3.   | 11 de julio de 2017     | BBVA Compass Stadium, Houston              | Canadá            | 1-1 | 1-1       | Copa de Oro de la Concacaf 2017         |
| 4.   | 3 de junio de 2018      | Estadio Nacional, San José                 | Irlanda del Norte | 3-0 | 3-0       | Amistoso                                |
| 5.   | 14 de noviembre de 2019 | Estadio Ergilio Hato, Willemstad           | Curazao           | 1-2 | 1-2       | Liga de Naciones de la Concacaf 2019-20 |
| 6.   | 17 de noviembre de 2019 | Estadio Ricardo Saprissa, San José         | Haití             | 1-0 | 1-1       | Liga de Naciones de la Concacaf 2019-20 |
| 7.   | 6 de junio de 2021      | Empower Field, Colorado                    | Honduras          | 2-2 | 2-2       | Liga de Naciones de la Concacaf 2019-20 |
| 8.   | 5 de junio de 2022      | Estadio Nacional, San José                 | Martinica         | 2-0 | 2-0       | Liga de Naciones de la Concacaf 2022-23 |
| 9.   | 4 de julio de 2023      | Red Bull Arena, Harrison                   | Martinica         | 2-0 | 6-4       | Copa de Oro de la Concacaf 2023         |
| 10.  | 8 de septiembre de 2023 | St James' Park, Newcastle                  | Arabia Saudita    | 0-1 | 1-3       | Amistoso                                |
| 11.  | 20 de noviembre de 2023 | Estadio Rommel Fernández, Ciudad de Panamá | Panamá            | 3-1 | 3-1       | Liga de Naciones de la Concacaf 2023-24 |
| 12.  | 2 de julio de 2024      | Q2 Stadium, Austin                         | Paraguay          | 1–0 | 2–1       | Copa América 2024                       |
| 13.  | 5 de septiembre de 2024 | Estadio Nacional, San José                 | Guadalupe         | 1–0 | 3–0       | Liga de Naciones de la Concacaf 2024-25 |
| 14.  | 15 de octubre de 2024   | Estadio Nacional, San José                 | Guatemala         | 3–0 | 3-0       | Liga de Naciones de la Concacaf 2024-25 |
| 15.  | 29 de junio de 2025     | U.S. Bank Stadium, Mineápolis              | Estados Unidos    | 0–1 | 2-2       | Copa de Oro de la Concacaf 2025         |

## Palmarés

### Títulos nacionales
| Título                         | Club               | País       | Año  |
| ------------------------------ | ------------------ | ---------- | ---- |
| Primera División de Costa Rica | C. S. Herediano    | Costa Rica | 2012 |
| Primera División de Costa Rica | Deportivo Saprissa | Costa Rica | 2015 |
| Primera División de Costa Rica | Deportivo Saprissa | Costa Rica | 2016 |

### Distinciones individuales
| Distinción                                                                     | Año  |
| ------------------------------------------------------------------------------ | ---- |
| Once ideal de la Copa Centroamericana 2017                                     | 2017 |
| Once ideal de la jornada de la Eliminatoria al Mundial 2022 Jornadas 9, 10, 12 | 2022 |
| Once ideal de la ronda final por la Eliminatoria al Mundial 2022               | 2022 |

## Vida privada
El 2 de diciembre de 2013, Francisco se convirtió en administrador de su primer local denominado «Batidos donde Calvo», ubicado en la esquina del sector de sombra del Estadio Rosabal Cordero. Al principio negoció con la dirigencia del Team para el alquiler del lugar y cuando recibió la respuesta positiva, inició su meta de inaugurarlo. Una vez instaurado, el futbolista aseguró el buen progreso del mismo por la cercanía al estadio. En el establecimiento brindó tanto batidos de toda índole (energéticos, contra la gripe) como ceviches, el cual el segundo fue uno de los más apetecidos. Calvo llevó un curso de preparación de batidos junto con su mamá y su abuelo. De esta manera, obtuvo conocimiento acerca de recetas y beneficios de algunos de estos refrescos, entre ellos se encuentra el «pura energía», el cual lleva espinacas, piña, remolacha y banano. Sin embargo, Francisco y el Herediano cerraron el negocio debido a actos de vandalismo producidos el 7 de enero de 2015 por motivos de su contratación por parte del Deportivo Saprissa. A partir del 7 de agosto de 2016 reabrió el negocio, en esta ocasión en el sector oeste del Estadio Ricardo Saprissa.
En su labor como empresario, el 5 de diciembre de 2016 dio inicio a su nuevo negocio, llamado «Francesco’s». El establecimiento está ubicado en Cronos Plaza de Curridabat, dedicado en su mayor parte a las pizzas. En la ceremonia inaugural, Calvo fue acompañado por sus compañeros de equipo Marvin Angulo, Danny Carvajal y David Guzmán, además de celebridades costarricenses.